# Arnaldo Cantani
Arnaldo Cantani (Hainsbach, 15 febbraio 1837 – Napoli, 30 aprile 1893) è stato un medico e politico italiano, nominato senatore del Regno d'Italia nella XVI legislatura.

## Biografia
Nacque il 15 febbraio 1837 in Hainsbach, ora Lipova, nella Boemia del Nord, ora Repubblica Ceca; i suoi genitori erano Vinzenz Ferrerius, medico e maestro di ostetricia, nato nel 1795 da genitori italo-cechi in Hradec Králové e Adelina Ernestina Jaroshka, figlia del dottor Franz Jaroshka, professore di medicina all'Università di Praga. La famiglia Cantani si trasferì da Venezia alla Boemia del Nord, allora una provincia dell'Impero austriaco. Nel 1842 la famiglia andò a Praga e il giovane Cantani venne educato al ginnasio: qui egli compose 50 appassionati sonetti, intitolati "Italia", la patria che non aveva mai conosciuto e tradusse le ecloghe di Virgilio con lo pseudonimo di A. di Vincenzo. Quindi s'iscrisse all'Università' di Praga dove in principio studiò legge (il bisnonno Johann Cantani esercitava la professione di avvocato a Hradec Kralové). Tuttavia, dopo 6 mesi, Cantani venne attratto dalla medicina e subito i suoi insegnanti notarono l'entusiasmo e l'energia con cui si dedicava allo studio.
Poco dopo la laurea, il 15 dicembre 1860, il professor A. J. Jaksch, uno dei maggiori insegnanti dell'Università di Praga, e direttore del primo Dipartimento di Medicina Clinica, nominò Cantani suo assistente. In seguito egli divenne docente nel campo clinico e diede molte lezioni del suo corso.
Cantani frequentemente prese il posto del professor Jaksch quando il suo famoso maestro era diversamente impegnato. Allo stesso tempo era il medico che si prendeva cura della comunità italiana di Praga. La fama di Cantani raggiunse i suoi compatrioti in Italia, specie per la sua traduzione dell'opera somma di F. von Niemeyer intitolata Patologia e Terapia, con tante aggiunte da lui chiamate "addizioni" e "note" la cui prima edizione apparve quando egli era ancora a Praga; il trattato era dedicato al Professor Salvatore Tommasi, che Cantani aveva conosciuto a Praga.
Nel mese di Aprile 1864, su proposta del governo italiano, venne chiamato dall'Università di Pavia, che lo nominò professore straordinario di farmacologia e tossicologia. Lui comincio' il suo corso con la prolusione intitolata "Intorno allo spirito della medicina moderna". A Pavia rincontrò l'amico Tommasi e si trovò in una scuola stimolante, dove egli fu in grado di approfondire e allargare le sue ricerche. Egli scrisse: "Io non conoscevo la mia patria, ma fin da quando ebbi l'uso della ragione, nell'esilio secolare della mia famiglia in terra straniera, io mi sono nutrito del pensiero di lei e di quell'affetto che eccita la speranza di rifarsi suo figlio e di conoscerla grande, ibera e indipendente." Egli continuava "Lo studio della medicina è indispensabile non solo per il dottore ma pure per il farmacista, dall'altro lato voi tutti vi sentirete costretti a seguire i vostri studi con tutto il fervore necessario in quanto si tratta di contribuire anche nello studio della medicina da bravi cittadini e da fedeli figli della nostra patria comune. Fate la vostra parte nel risorgimento scientifico della nostra bella e cara Italia, madre di tanti ingegni e culla di tutte le scienze. Da poco tempo, l'Italia si è rinvigorita ed è politicamente risalita".
Nel 1866 si svolse la terza guerra d'Indipendenza e Cantani era un ammiratore di Giuseppe Garibaldi, l'eroe dei due mondi. Egli raggiunse i Cacciatori delle Alpi con un gruppo di medici ed infermiere dell'ospedale di Pavia che lo seguirono con entusiasmo. Questi seguaci di Garibaldi avevano l'assistenza medica sempre pronta e fondarono la prima infermeria da campo con assistenza medica e militare, la prima di questo genere mai prima d'allora presente sul campo di battaglia con assistenti sempre pronti con disinfettanti, bende, fasce e buona volontà. Cantani ricevette una medaglia, miracolosamente conservata..
In 1868 egli vinse un concorso nazionale, divenendo professore di Patologia e di Clinica Medica alla Scuola Medica di Milano nell'Ospedale Maggiore: La sua lezione inaugurale, fu molto originalmente intitolata "La Fisica in Medicina". nel quale viene riportato il primo dei suoi famosi aforismi: "Ci vogliono fatti e null'altro che fatti." Questo è il seme del suo amato positivismo. Il secondo aforisma, è nella stessa lezione: "Il sapere comincia dal non sapere."
Insegnò a Milano per un anno, poi avendo vinto un altro concorso nazionale, venne nominato professore di Medicina e capo della 2ª cattedra a Napoli. Nel 1888 prese la prima cattedra di Medicina, al momento di piangere la morte dell'amico Tommasi.
In Napoli svolse una lezione programmatica significativamente intitolata "Il Positivismo nella Medicina" contrastando il modo
corrente di curare i malati con parole e non coi fatti, tanto amati da Cantani e tenne lezione non nell'aula, ma al letto del malato, facendone l'esame obiettivo. Egli riassumeva i progressi della microbiologia, della biochimica e della medicina sperimentale. Questo è il suo terzo aforisma: "Non affermare e non negare senza prova!" Sottolineando che l'esame obiettivo non deve trascurare i minimi dettagli lo portò al quarto aforisma: "La vita è della materia e nell'universo non c'è materia morta."
Ancora un lucido aforisma di Cantani, il quinto: "Se la vita consiste nella trasformazione continua della più semplice materia inorganica in unità più complesse sia organiche che organizzate, la salute consiste nel regolare susseguirsi di semplici metamorfosi per mantener sano l'organismo in continuazione."
A Napoli il suo lavoro principale venne portato avanti e completato, specialmente i suoi trattati monumentali su “Materia medica e terapeutica”, “Farmacologia”, “Patologia e Terapia del Ricambio Materiale”. Cantani sposò Antonietta Rossi Romano, "una donna incomparabile per elevatezza di sentimenti, per attaccamento al marito, e cura della famiglia"
Che novità nelle lezioni: Cantani le teneva al letto dei malati e in sala di dissezione per perfezionare la diagnosi. E quale grande esperienza clinica potevano fare i dottori: durante un anno "scolastico" Nel 1867-1868 visitarono e curarono 20 casi di tubercolosi, 17 di ileotifo e dermotifo, 10 di insufficienza sia mitrale che semiluminare, 8 di reumatismo articolare sia acuto che cronico, 11 di malaria, 7 di sifilide costituzionale, 6 di nefrite cronica, 3 casi di ciascuna malattia come segue, polmonite cruposa, altri casi di polmonite, altre malattie ancora, quali cirrosi epatica, catarro gastroenterico, e emorragia cerebrale, e una di altre malattie, comprendendo un caso di eczema generalizzato. I malati migliorati furono 30 = 26, 3% i decessi 17 =14,9%, quindi 67 pazienti = 58, 8% erano migliorati.
È certamente la norma che un professore e direttore d'una Clinica Universitaria raggruppi, visiti, discuta e curi 114 pazienti, sofferenti per malattie croniche, ma è originale che li pubblichi in una tabella. Questa è la prova dell'organizzazione e precisione del professor Cantani.
Cantani tirò fuori uno dei suoi famosi aforismi sui fatti, sempre in primo piano e completò il sesto aforisma: " Il medico che non riconosce in se stesso il naturalista, non sarà un vero dottore, ma la sua negazione." Essendo un insegnante devoto, efficiente e popolare, Cantani continuamente ripeteva il suo settimo aforisma: "La diagnosi si fa al letto del malato." L'ottavo aforisma è correlato ai malati di tubercolosi: egli notò il colore pallido giovinette malate, segno dell'aggravamento, e commentò (ottavo aforisma):"Sono le rose che spuntano per il cimitero."
Come uno sviluppo dell'ipodermoclisi, durante le gravi epidemie di colera, Cantani andava in cerca dei malati di colera nei cosiddetti bassi: si dice che un malato gli abbia detto dal letto:"Professo', nun tengo niente da darvi."
E che il professore abbia risposto: "Nulla mi devi dare! Per due fiasche d'acqua!"

## Le epidemie di colera
Cantani specialmente preferiva l'ipodermoclisi: usando i quattro arti e pure le regioni addominali e toraciche, il professore a Napoli iniettava per via sottocutanea grandi quantità di liquidi ed elettroliti. Durante l'epidemia del 1884, egli diresse personalmente l'uso della nuova terapia e tornò a dimostrare l'efficacia dei suoi metodi e della sostituzione di liquidi per via parenterale, ottenendo una fama internazionale, rinnovata nella successiva epidemia del 1892. Cantani impiegò due metodi, l'enteroclisi e l'ipodermoclisi.

## Il diabete
Cantani studiò la patogenesi del diabete: come risultato della sua grande intuizione clinica che studiò la malattia come una pietra miliare nel campo medico. Egli studiò il diabete come un'alterazione del metabolismo glucidico. Secondo lui, un'anomalia chimica delle cellule pancreatiche causava la deficienza di un particolare "fermento" pancreatico, che nelle persone sane metabolica il glucosio.
Nei diabetici si dosava paraglucosio, che poteva essere il risultato dell'alterata sintesi del "fermento". Si dovrebbe riflettere che solo nel 1921 venne scoperta l'insulina da Banting e Best, 31 anni dopo l'ultimo studio di Cantani sul diabete. Inoltre, dobbiamo sottolineare che Cantani descrisse un "fermento" pancreatico, dato che il concetto di ormone, tra cui è inclusa l'insulina, fu introdotto in fisiologia da E.H. Starling solo nel 1902. Di conseguenza, Cantani riferì che la terapia del diabete doveva esser basata su una dieta rigida, assolutamente priva di ogni cibo che portasse ad una qualsiasi produzione di zucchero. Cantani quindi somministrava una dieta esclusivamente a base di carne. (È considerato il precursore della dieta carnivora in Italia).  "La cura del diabete non è in farmacia ma in cucina" (nono aforisma). Il valore di quest'aforisma è facilmente comprensibile. Le diete di Cantani per i diabetici si diffusero velocemente in Europa e oltreoceano. Venne stabilito che le diete dovessero essere calcolate aritmeticamente impiegando una bilancia di precisione, graduata in grammi.

## Le malattie infettive
Questo fu un altro soggetto di ricerca che catturò l'interesse di Cantani, che studiò sia la patogenesi che la terapia. Egli era in anticipo di anni nel sostenere che parecchie malattie infettive fossero causate dalla penetrazione di particolari agenti, i "virus" nell'organismo. Egli pure insegnò che i microorganismi entrati nel torrente ematico potessero essere patogenetici non solo a causa delle loro tossine, ma anche per mezzo di "veleni" secreti da esse. Questa teoria, espressa per la prima volta nel 1866 (Note e addizioni al Niemeyer). estese i suoi studi dai casi clinici ai più complessi problemi delle epidemie, che spiegava postulando l'esistenza di veicoli, ovvero i cosiddetti casi latenti, oggidì noti come portatori sani. Nel 1871, annunciò l'intenzione di aprire un laboratorio di ricerca in animali e più tardi, nella sua Clinica all'Università di Napoli, Cantani creò dal nulla un laboratorio di microbiologia, il primo in Italia e, siccome era un entusiastico seguace degli studi di Louis Pasteur, anche il primo istituto Italiano di terapia antirabbica.

## Le muffe
Forse pochi sanno che Cantani, un precursore, fu il primo a curare certe malattie infettive con germi meno patogeni di quelli responsabili della malattia. Nel 1887 Pasteur aveva comunicato che lo sviluppo di micro-organismi patogeni poteva essere inibito dalla presenza nella cultura di altri germi non patogeni. Quindi Cantani, avendo notato che delle muffe casualmente sviluppatesi in una coltura avevano distrutto i patogeni presenti in modo fortuito, per primo escogitò la cosiddetta batterioterapia. Egli iniettò un organismo non patogeno, il Bacterium thermo, in un paziente affetto da tubercolosi. Il tentativo, tuttavia, fu infruttuoso, ma un'altra via per il progresso fu lastricata.

## Abuso di farmaci
Nella prefazione al Manuale di Materia Medica e Terapeutica, noi leggiamo: "In tutti i pazienti è possibile recar loro danno coll'uso inappropriato di farmaci, viceversa solo talvolta, in casi ben studiati, vi può essere un beneficio per il paziente con la scelta ben controllata dei farmaci e il loro uso preciso. Solo corrispondendo con uno studio scrupoloso e con rigore massimo alle indicazioni precise del caso, i rimedi della farmacia possono riuscire utili per il paziente. Senza un'indicazione esplicita, i farmaci non solo possono essere, ma spesso devono essere nocivi. Ed io, autore d'un testo di
medicina e professore di medicina (a Napoli) sarò contento e credo di aver moltissimo giovato all'umanità, solo quando tutti i miei allievi saranno "innocui", perché il primo dovere del medico è di non nuocere, il secondo di giovare al malato".

## Febbre
Nella stessa opera, tra altri soggetti, Cantani discute la patogenesi della febbre. Egli stabilisce con chiarezza che "è necessario conoscere la funzione, il ruolo della febbre e la sua mansione nell'organismo, cioè una sua risposta generale contro il microorganismo invasore, o una reazione benefica per aiutare le difese dell'ospite. L'aumento della temperatura, in parallelo coll'aumento del fattore battericida dei fagociti, che hanno il compito di captare e digerire il nemico, il batterio. Sia la temperatura che i fagociti sono i principali fattori della risposta dell'ospite aggredito e dei meccanismi di difesa. Nella sua lezione sull'influenza, il 13 dicembre 1889, Cantani sottolineò "che l'alta temperatura dell'influenza è la risposta difensiva più potente approntata dalla natura contro l'attacco dell'infezione." Egli aggiunse un pungente commento: "Chissà se le epidemie d'influenza in certe capitali Europee sono più gravi di prima, poiché i medici prescrivono in profusione farmaci antipiretici, oggidì tanto di moda?" La sua cura antipiretica favorita era riposare in un ambiente fresco, naturale, applicando impacchi freddi sulla fronte e (molta) acqua somministrata per bocca. Per mali estremi, cure estreme: Cantani suggeriva il suo rimedio cruciale, l'enteroclisi. In effetti un recente studio immunologico sembra aver dato supporto alle teorie sopra espresse

## L'inquinamento
Negli ultimi anni di vita, Cantani capì che il suo amato naturalismo diventava vero più come una revisione dei metodi, che un'istituzione di principi. Cantani non era un uomo enciclopedico, era dotato di cinque sensi come tutti i suoi colleghi. Egli guardò il cielo, respirò, riassunse i suoi pensieri e concluse: "Tossisco, c'è ozono nell'aria." Egli citò l'ozono per la prima volta nel trattato di Von Niemeyer edizione 1871 e scrisse letteralmente: "L'ozono è l'ossigeno in un particolare stato di attività, e quindi con una maggiore forza irritante, che agisce specialmente sulla mucosa respiratoria."
Negli ultimi anni, continuò la battaglia in "Pro Sylvis, elementi di economia naturale basati sul rimboschimento". Il libro, ricco di 221 figure, è non solo una completa, documentata ed appassionate illustrazione dell'effetto protettivo assicurato dalle foreste, non solo dal punto di vista igienico, ma anche da quello economico, ma soprattutto una protesta rivolta contro il Governo Italiano per lo sconsiderato abbattimento di alberi che aveva così peggiorato il panorama peninsulare. Le sue tuonanti parole possono essere ripetute immodificate anche in vista della strage senza fine in tutti i continenti, e perfino a Roma. Perché? L'alberatura assicura la "purezza" dell'aria (libera dall'ozono) e protegge gli adulti dalle malattie respiratorie croniche e i bambini (io aggiungo) dall'asma.
Nel mio trattato io cito le sue parole: "l'aria pura, l'acqua e l'alimentazione sono i mezzi principali e più potenti per stare in buona salute." Cantani era anche 100 anni in anticipo sull'OMS, per la sua dimostrazione che il riscaldamento locale fa sciogliere le nevi, quindi il riscaldamento generale terrestre ha lo stesso effetto sui ghiacciai.

## L'insegnamento
Cantani ebbe la grande soddisfazione di vedere che le sue lezioni erano frequentate da un crescente numero di studenti, che rischiavano di non vedere nulla nemmeno se provvisti d'un cannocchiale. Perciò venne costretto a trasportare in aula letto e malato. In conclusione, Cantani invitò i giovani medici a studiare le scienze naturali: "Solo con il loro sviluppo, si produce ricchezza, le differenze sociali vengono livellate e un vero e durevole benessere materiale viene creato. Le parole-chiave di tale gruppo di studiosi erano "sperimentale" e "laboratorio". Qui citiamo altre, memorabili monografie, quali il "Caso di fegato ambulante" (1866), " Osservazione di una raccolta d'aria in cavità chiuse del corpo" (1867), "Latirismo" (1873), "Diversi aspetti morbosi di malattie infettive individuali" (1880), "Progressiva atrofia della cute" (1881), per non
dir nulla di monografie e note sui suoi prediletti temi, quali febbre, inflammazione e infezione. Cantani fu anche l'autore di un "Formulario Terapeutico Ragionato, ricavato dalla clinica del Prof. Cantani" apparso nel gennaio 1881 nel quale vengono prescritte cure per tutte le malattie conosciute. Le due prime edizioni andarono esaurite, questo successo comprova che le cure del professor Cantani erano adottate dovunque e consultate e prescritte come terapie sovrane, al punto che il Formulario conobbe una quinta edizione nel 1888.

### Asma prevenzione e terapia
"Al buio, di notte, una maggior quantità di acido carbonico si raggruppa nei polmoni, rispetto al giorno, e tale risultato spiega perché, in tutti i casi, la dispnea, sia dell'asma, o di altre malattie respiratorie, quali pertosse, asma, polmonite acuta, enfisema, influenza e difetti cardiaci aumentano e si aggravano di notte. Quindi l'acuto accesso asmatico è grave e tanto il medico, quanto il paziente temono che intervenga la soffocazione. All'alba il respiro ritorna normale", il paziente sorride e riprende vita. Sempre "di notte, per prevenire gli accessi, è necessario accendere parecchie lampade, e al tempo stesso aprire la finestra per favorire lo scambio d'aria, queste misure sono fruttuose. "Davanti ad un accesso asmatico,
svestire il paziente, per quanto serve a visitarlo meglio, calmarlo.
Tutti gli asmatici vengono raccomandati di vivere in un'aria ambientale "pura" secca e concisa (l'aria pura ritorna). Essi devono evitare posti ricchi di polvere, fumo (noi diciamo fumo di sigaretta) e vento, osservare di regola la moderazione, la tranquillità e dormire in una stanza completamente priva di polvere (oggi si usa un purificatore)". Utile è pure una stanza con vetri a pressione e di sicurezza. Continuando la cura dell'attacco asmatico, è originale il suggerimento di dare "caffè nero e/o succo di frutta ghiacciato."

### Bronchiolite
Il medico deve sempre ricordare che nei piccoli la malattia minaccia l'asfissia. La bronchiolite è frequente nei lattanti, e di frequente è un'affezione comune dell'albero respiratorio causato da un'infezione che invade le piccole vie aeree, ovvero i bronchioli, che portano aria ai polmoni. Quando i bronchioli si infiammamo, essi si rigonfiano riempiendosi di muco, rendendo difficile il respiro. Il miglior modo per prevenire la diffusione dei virus che causano bronchiolite, è un frequente lavaggio delle mani. Per cercare di prevenirla allontanare i lattanti da persone affette da raffreddore e/o tosse.

### Eczema
"Cure locali sono indispensabili, sebbene non in tutti i piccoli eczematosi. Il medico non deve basarsi su un'unica cura locale, ma dovrebbe prescrivere una terapia generale. Tale tipo di cura è sempre rivolto a migliorare la costituzione organica per facilitare in tal modo il miglioramento della nutrizione cutanea normale, come pure per impedire le frequenti ricadute. Ciò è valido in particolare per le forme dipendenti da una malattia costituzionale, che richiedono un trattamento generale, che non è sempre efficace. L'eczema infantile, non curato, indebolisce i piccoli sofferenti, in seguito all'aumentata albuminuria.

### Alimentazione infantile
Nell'ultimo quarto del 19. secolo, Medicina e Pediatria erano ancora insegnate insieme. Gli sudi e l'insegnamento di Cantani comprendevano l'intero campo della pediatria, com'era la regola in quei tempi.
Peraltro egli era interessato specialmente con l'alimentazione infantile nei lattanti a rischio di tubercolosi. In aggiunta a coniare il nono aforisma: "Nove mesi di sangue, nove mesi di allattamento al seno." Cantani sottolineò gli effetti avversi dei sostituti del seno materno. Egli non volle mai che tali lattanti venissero nutriti col latte d'un'altra specie, o che solidi venissero introdotti prima che spuntassero i denti. Sebbene permettesse che sostituti del latte (si riferiva al latte artificiale commercializzato dagli svizzeri) potessero essere usati quando il latte materno era assolutamente insufficiente per nutrire il lattante e che non vi fosse una balia di fiducia, non esitò ad ammonire chi propagandava per profitto il latte in polvere e simili sostituti del latte materno. Cantani scrisse: "Gli articoli intitolati: non più madri allattanti e simili dovrebbero essere incriminati dal Pubblico Accusatore come un attentato alla vita, come infanticidi per sete di guadagno." Ovviamente Cantani aveva un'estesa esperienza con i suoi sette figli. Tuttavia. la sua battaglia per l'allattamento al seno non raggiunse un uditorio internazionale al pari dei suoi studi.
Cantani lamentava gli alimenti introdotti dall'uomo nella sua alimentazione, quali aromi artificiali, alcool e molti altri ancora inventati dall'uomo che sempre più si è allontanato dalla semplicità dello stato naturale. Alla fine noi incontriamo il decimo aforisma: "Non credo quello che non vedo e non comprendo."

## La fine
Abbiamo visto che Cantani era un poeta ed era appassionato di musica.
Gli venne conferita la cittadinanza Italiana nel 1877 e due anni dopo fu nominato Senatore a vita. La sua salute, non robusta, gli impedì di prender parte alle deliberazioni del Senato, tranne che in rare occasioni. Fu membro di parecchie società scientifiche italiane ed estere, quali l'Accademia di Medicina, su proposta di L. Pasteur, e ricevette una medaglia dal Governo Italiano per l'assistenza pubblica resa durante l'epidemia di colera a Napoli, nel 1884. Una delle
incontestabili glorie della medicina Italiana, che con la sua intelligenza aprì la via della scienza a quella della verità, morì di nefrite il 30 aprile, 1893. The Lancet, e in America, il Boston Medical Surgical Journal entrambi un'ampia descrizione della cerimonia funebre, che vide la partecipazione di rappresentanti di Casa Reale, del Senato, della Camera dei Deputati, e dei Ministero dell'Educazione e della Città di Napoli. e d'un immenso concorso di pubblico, insieme con la prostrata vedova Antonietta, come i figli, in lacrime. Tra le orations funèbres vi fu quella del Signor Antonino Anile, che toccantemente parlò per i suoi studenti.